# Munzer al-Assad
Pour les articles homonymes, voir al-Assad.
Munzer al-Assad (ou Munther al-Assad) est le cousin germain de l'ancien président syrien Bachar al-Assad, son père, Jamil al-Assad, étant le frère d'Hafez al-Assad.
Munther et Fawaz al-Assad sont également impliqués dans de nombreux trafics à partir de leur bastion de Lattaquié,.

## Biographie
Il dirige la milice shabiha avec son frère Fawaz al-Assad, à l'origine un groupe mafieux, transformé en milice pro-régime dès 2011.

## Affaires judiciaires
En novembre 2012, un juge d'instruction libanais, Chawki al-Hajjar, a rendu une ordonnance d'inculpation visant Munzer al-Assad et Fawaz al-Assad et leur sœur Falak al-Assad.
Accusé de faux et usage de faux, les trois membres du clan Assad auraient utilisé un faux document officiel (faux certificat de divorce) pour retirer plusieurs millions de dollars déposés dans des banques libanaises par leur père, Jamil al-Assad.
Quand ce dernier est décédé fin 2004, les trois enfants ont tenté de capter son héritage, en retirant sa fortune des banques à Beyrouth. Munzer al-Assad est à l'origine du faux certificat de divorce de ses parents qu'il prétendait rédigé par sa mère.
Interrogée par L’Orient-Le Jour, une source judiciaire libanaise a confirmé cette information, toujours selon cette source, les trois membres du clan Assad avaient déjà été condamnés par la justice syrienne pour le même motif mais le juge syrien qui a prononcé le jugement avait été par la suite, lui-même condamné pour "faux".

## Sanctions internationales
En tant membre et chef chahibba, Munzer al-Assad est sanctionné avec treize autres responsables syriens soupçonnés d'avoir pris part à la répression contre la population civile par un gel de ses avoirs, une suppression de visa d'abord le 29 avril 2011 par les États-Unis puis par l'Union européenne à partir du 29 mai 2011,.

## Sources